# Servon (Manche)
Servon is een gemeente in het Franse departement Manche (regio Normandië) en telt 275 inwoners (2005). De plaats maakt deel uit van het arrondissement Avranches.

## Geografie
De oppervlakte van Servon bedraagt 9,2 km², de bevolkingsdichtheid is 29,9 inwoners per km².
De onderstaande kaart toont de ligging van Servon (Manche) met de belangrijkste infrastructuur en aangrenzende gemeenten.

## Demografie
Onderstaande figuur toont het verloop van het inwonertal (bron: INSEE-tellingen).

1. ↑  Populations de référence 2022.